# Telefonmuseum Bochum
Das Telefonmuseum in Bochum wird vom 1996 gegründeten Förderverein Telekom-Historik Bochum e. V. getragen und befindet sich auf dem Gelände der Deutschen Telekom, auf dem sich auch der Fernmeldeturm Bochum befindet.
Das Museum ist regelmäßig dienstags und nach Vereinbarung geöffnet.
Es veranschaulicht den Beginn der Telekommunikation, zeigt historische Telefone, Fernschreiber, Telefonanlagen, einschlägige Werkzeuge und Messgeräte, sowie eine komplette Vermittlungsstelle mit Komponenten aus den Jahren 1922 bis 1955. Diese ist funktionsfähig. Besucher können hier selbst Verbindungen herstellen und dabei gleichzeitig die Funktion der elektromechanischen Wähler (Hebdrehwähler) beobachten.